# SIGLEC
Siglec (lektiny imunoglobulinového typu vázající kyselinu sialovou), nebo také siglekty jsou membránové proteiny, které vážou kyselinu sialovou. Vyskytují se primárně na povrchu buněk imunitního systému. Řadíme je mezi lektiny I-typu. U savců známe 14 různých siglektů, které poskytují řadu různých funkcí založených na interakcích buněčného povrchu receptor-ligand.

## Funkce
Primární funkcí siglektů je vázat glykany obsahující sialové kyseliny. Tyto interakce receptor-glykan figurují v mechanismu buněčné adheze, buněčné signalizace a mnohých dalších. Funkce siglektů je obvykle vysoce specializována daným buněčným typem. Například siglekt MAG se nachází pouze na oligodendrocytech a Schwannových buňkách, zatímco sialoadhesin je lokalizován v makrofázích.